# Louis-Marie-Edmont Blanquart de Bailleul
Louis-Marie-Edmond Blanquart de Bailleul (Calais, 8 settembre 1795 – Versailles, 30 dicembre 1868) è stato un arcivescovo cattolico francese.

## Biografia
Figlio minore di Henri-Joseph Blanquart Bailleul, magistrato, deputato e sindaco di Calais, Louis-Marie-Edmond, dopo aver studiato legge a Parigi, ha lavorato, dal 1818, come avvocato. Ha poi rinunciato alla carriera legale per studiare presso il seminario di San Sulpizio di Issy-les-Moulineaux. Il 18 settembre 1832 è stato nominato vescovo di Versailles; ha ricevuto la consacrazione episcopale il 27 gennaio 1833. Il suo episcopato a Versailles è durato dieci anni, durante i quali ha fondato i seminari minore e maggiore diocesani ed una casa di riposo per sacerdoti anziani o disabili. Il 12 novembre 1843 ha solennemente consacrato la cattedrale di Versailles. Nel 1843, inoltre, è stato nominato commendatore della Legione d'Onore. Con regio decreto del 3 marzo 1844 è stato nominato arcivescovo di Rouen. Il 9 novembre 1844 ha approvato la fondazione della Congregazione delle Suore della compassione di Rouen, congregazione religiosa femminile dedita alla cura dei malati. Il 25 marzo 1853, nel corso di una visita ad limina a Roma, è stato nominato conte romano e assistente al Soglio Pontificio di papa Pio IX. Malato, il 22 febbraio 1858 ha rinunciato alla cattedra vescovile e si è ritirato a Versailles dove è stato nominato dall'imperatore Napoleone III canonico imperiale di Saint-Denis. È morto il 30 dicembre 1868 a Versailles, all'età di 73 anni; il suo funerale è stato celebrato solennemente nella cattedrale di Rouen il 12 gennaio 1869. La sua tomba si trova nella cappella Notre-Dame della cattedrale.

## Genealogia episcopale e successione apostolica
La genealogia episcopale è:
- Cardinale Guillaume d'Estouteville, O.S.B.Clun.
- Papa Sisto IV
- Papa Giulio II
- Cardinale Raffaele Sansone Riario
- Papa Leone X
- Papa Paolo III
- Cardinale Francesco Pisani
- Cardinale Alfonso Gesualdo di Conza
- Papa Clemente VIII
- Cardinale Pietro Aldobrandini
- Cardinale Laudivio Zacchia
- Cardinale Antonio Barberini, O.F.M.Cap.
- Cardinale Nicolò Guidi di Bagno
- Arcivescovo François de Harlay de Champvallon
- Cardinale Louis-Antoine de Noailles
- Vescovo Jean-François Salgues de Valderies de Lescure
- Arcivescovo Louis-Jacques Chapt de Rastignac
- Arcivescovo Christophe de Beaumont du Repaire
- Cardinale César-Guillaume de la Luzerne
- Arcivescovo Gabriel Cortois de Pressigny
- Arcivescovo Hyacinthe-Louis de Quélen
- Arcivescovo Louis-Marie-Edmond Blanquart de Bailleul

La successione apostolica è:
- Vescovo François-Victor Rivet (1838)
- Vescovo Jacques-Louis Daniel (1853)